# Sephena parasa
Sephena parasa är en insektsart som beskrevs av Medler 2000. Sephena parasa ingår i släktet Sephena och familjen Flatidae. Inga underarter finns listade i Catalogue of Life.